# تیم میکلسون (قایقران روئینگ)
تیم میکلسون (انگلیسی: Tim Mickelson; ۱۲ نوامبر ۱۹۴۸ – ۳۰ اوت ۲۰۱۷) قایقران روئینگ اهل ایالات متحده آمریکا بود.
وی در مسابقات کشوری و بین‌المللی در مجموع برندهٔ ۲ مدال طلا، ۱ مدال نقره شده‌است.